# 太平园站
太平园站位于成都市武侯区，是成都地铁3号线、7号线与10号线的三线换乘车站。

## 车站概要
本站位于佳灵路与中环路武阳大道段交叉口，3号线车站沿佳灵路呈东北、西南走向，于2016年7月31日启用；7号线车站沿中环路武阳大道段呈西北、东南走向，于2017年12月6日启用；10号线车站沿佳灵路呈东北、西南走向，于2017年9月6日启用。本站是成都地铁3号线一期以及成都地铁10号线一期的终点站、成都地铁7号线的中间站，也是成都第一个三线换乘地铁车站。本站站名“太平园”得名于周边一座民国初年供奉太平菩萨的古庙，今已不存。本站建设期间曾使用工程名“红牌楼南站”。在西博城站投入运营前，本站曾是成都地铁工程规模最大、结构最复杂的地铁车站。

## 车站结构
本站是一座地下车站，共有地下三层，三线共用的站厅位于地下一层，3号线的岛式站台以及10号线的侧式站台共同形成的混合式站台在地下二层，7号线为岛式站台，在地下三层。与绝大部分成都地铁车站不同的是，本站有一个卫生间位于付费区内的3号线岛式站台。

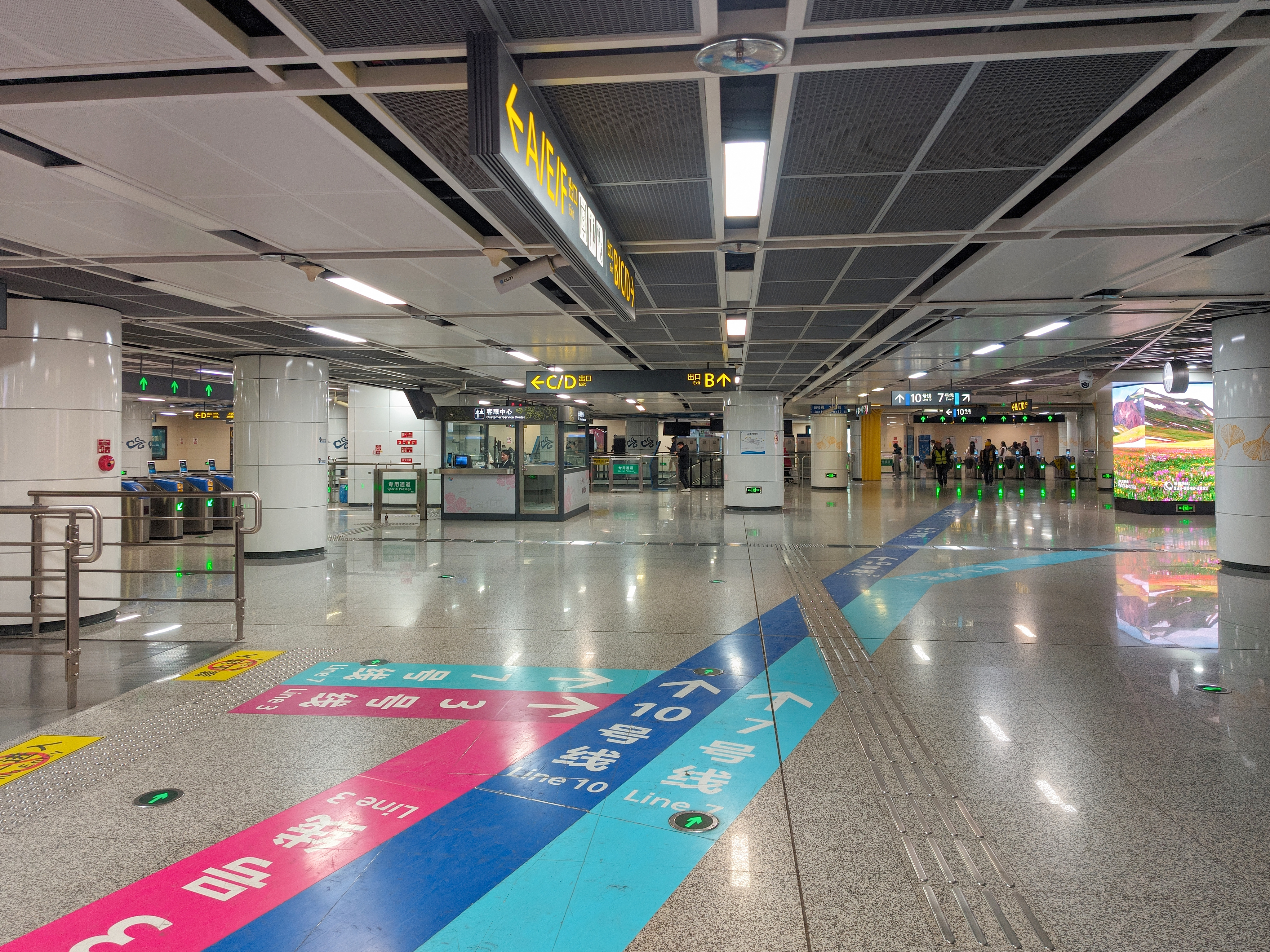
站厅层
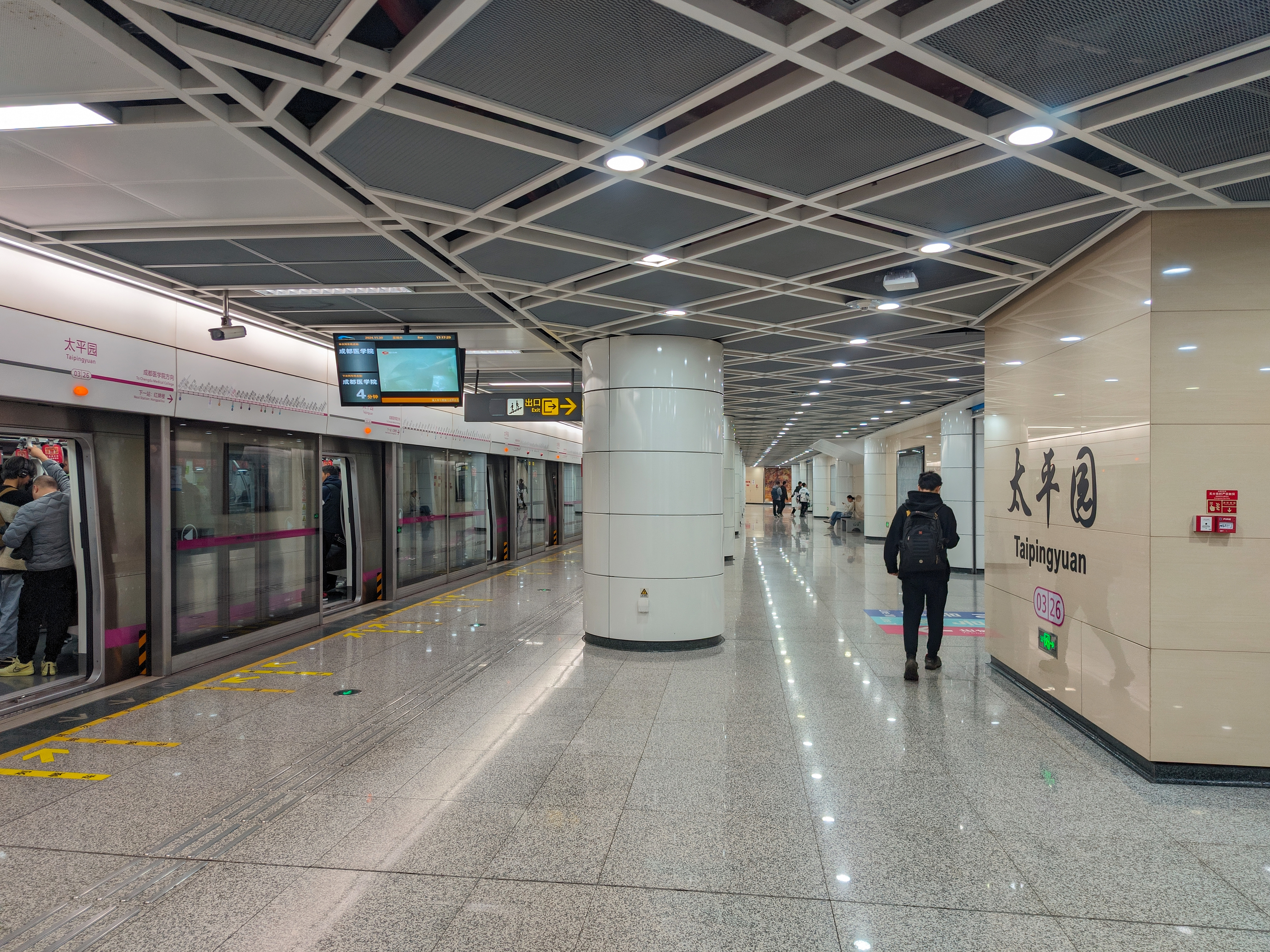
地下二层3号站台
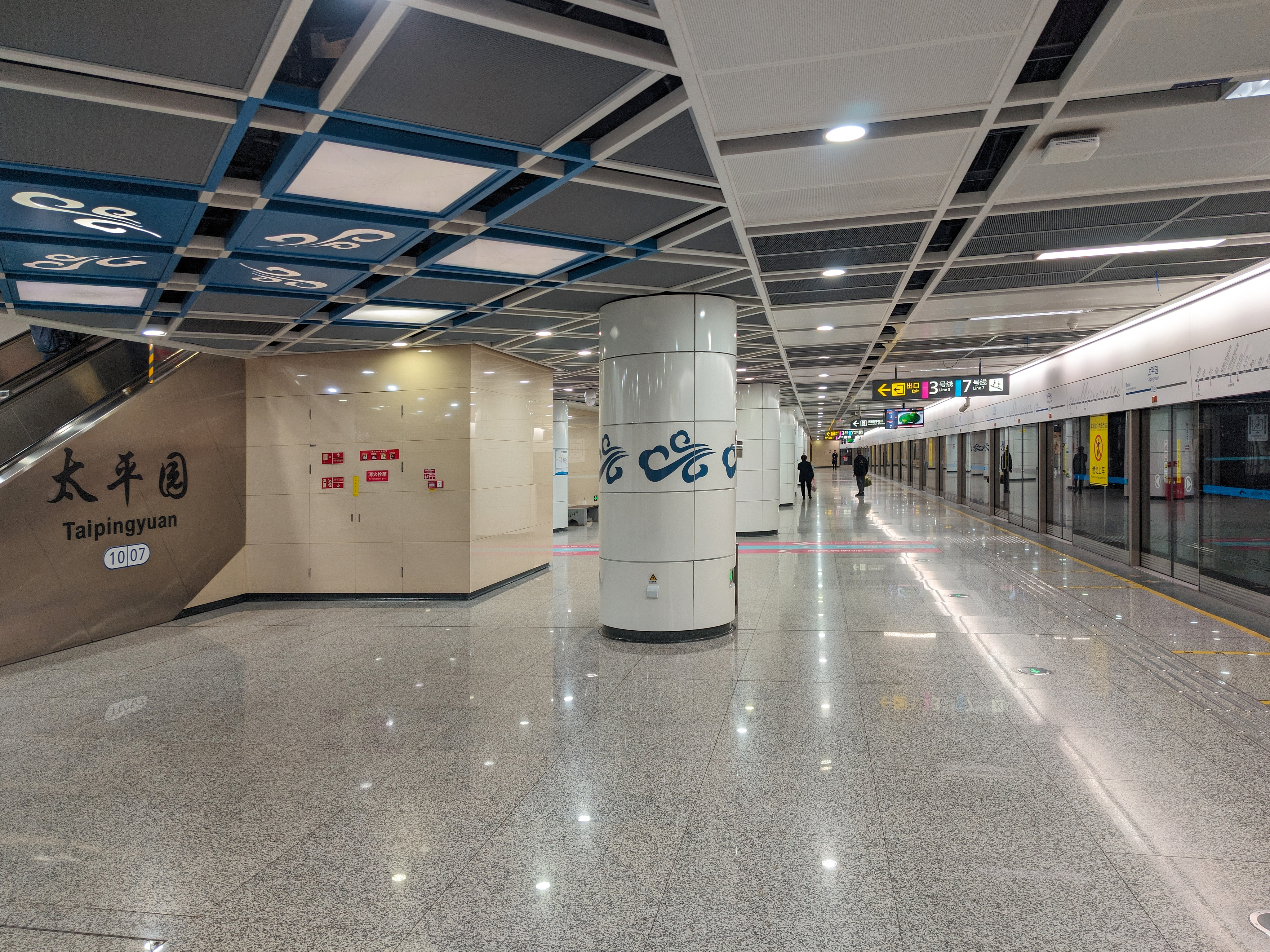
地下二层10号线终点站台
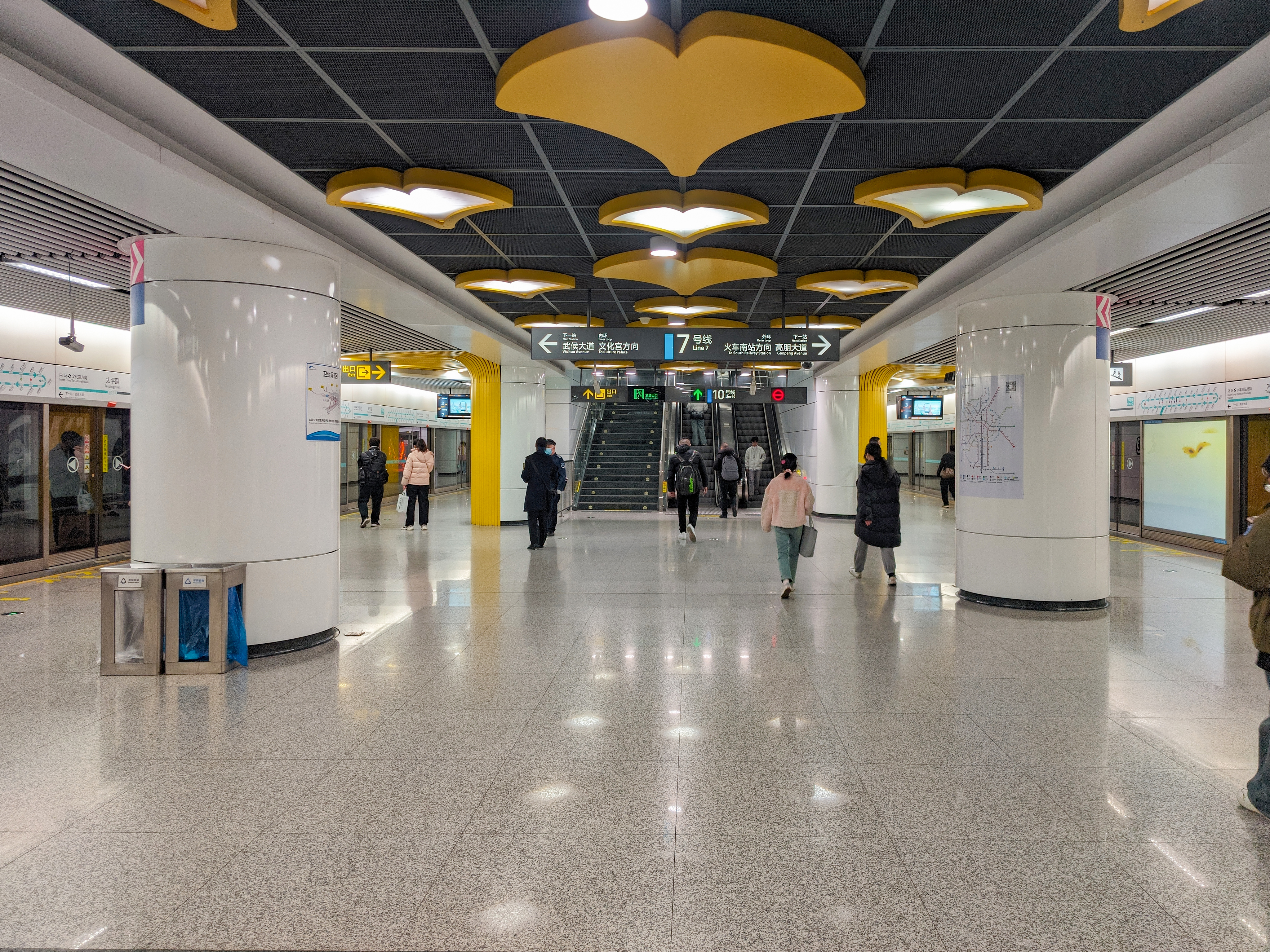
地下三层7号线岛式站台
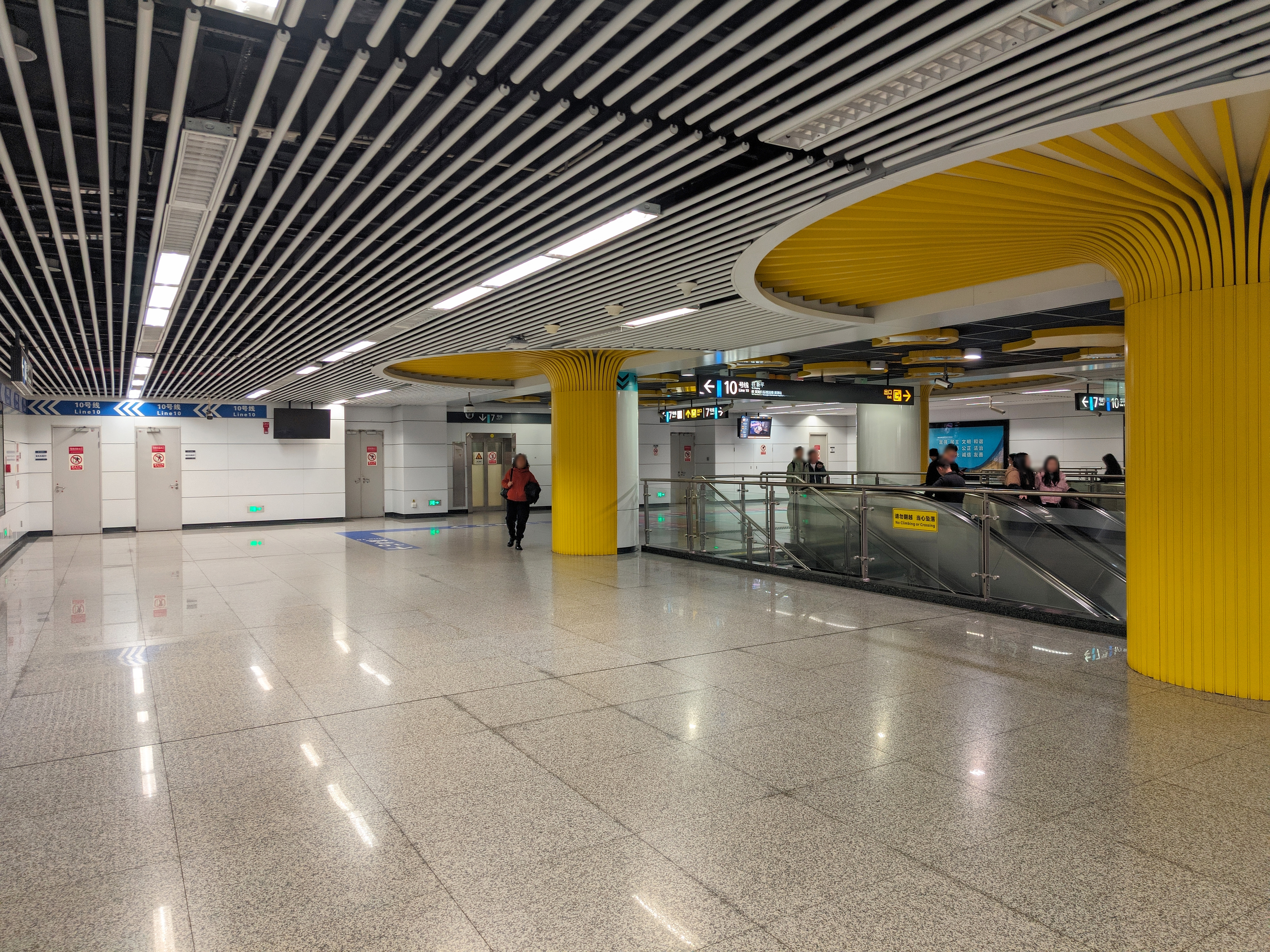
地下二层换乘通道

| 地面      |                                                 | 出入口                         |                            |
| 地下 一层 | 站厅层                                          | 安检、售票机、站内商店         |                            |
| 地下 二层 | 侧式站台，左边车门将会开启                      | 侧式站台，左边车门将会开启     | 侧式站台，左边车门将会开启 |
| 地下 二层 | 10号线列车往新平方向（簇锦）                    |                                |                            |
| 地下 二层 | 10号线列车终点站台                              |                                |                            |
| 地下 二层 | 岛式站台，10号线左边车门、3号线右边车门将会开启 |                                |                            |
| 地下 二层 | 3号线列车往成都医学院方向 （红牌楼）            |                                |                            |
| 地下 二层 | 岛式站台，左边车门将会开启                      |                                |                            |
| 地下 二层 | 3号线列车往双流西站方向（川藏立交）             |                                |                            |
| 地下 三层 |                                                 | 7号线列车外环方向 （高朋大道） |                            |
| 地下 三层 | 岛式站台，左边车门将会开启                      |                                |                            |
| 地下 三层 | 7号线列车内环方向 （武侯大道）                  |                                |                            |

- 站厅层
- 地下二层3号站台
- 地下二层10号线终点站台
- 地下三层7号线岛式站台
- 地下二层换乘通道

## 内装与公共艺术
本站为三线换乘车站，也是机场线进入市区的门户车站，所以本站旨在给来往旅客传达出浓浓的成都印象。
构造：本站空间装饰设计上着重体现银杏的视觉感受，通过柱子与天花接驳处为银杏造型，灯具结合造型表现金灿灿的银杏叶。

### 艺术墙《金色印象》
设置于地下二层3号线与10号线岛式站台南侧，以金色银杏为主，辅以“鸟”元素，创作出一幅金色的秋日印象。

### 艺术墙《金色成都》
设置于地下二层3号线与10号线岛式站台北侧，以公园的秋日景色，展现成都的市井文化。

### 艺术连廊
设置于扶梯处，展示了大自然的瑰丽景色，将银杏的秋日景色幻画成林，通过三个平面一体展示的形式打造出人在林中行走的视觉感官。

## 出入口
本站目前开放6个出入口。
|          |              |                                        |      |
|          |              |                                        |      |
|          |              |                                        |      |
| 编号     | 设施         | 指示                                   | 照片 |
|          |              | 佳灵路、中环路武阳大道段、太平园东一街 |      |
| 出口 · B |              | 中环路武阳大道段、核桃堰路、佳灵路     |      |
| 出口 · C |              | 中环路武阳大道段、佳灵路、核桃堰路     |      |
| 出口 · D |              | 佳灵路、中环路武阳大道段、长益路       |      |
| 出口 · E | 无障碍电梯   | 佳灵路、中环路武阳大道段、盛世路       |      |
| 出口 · F | 无障碍卫生间 | 中环路武阳大道段、永盛街、佳灵路       |      |

## 公交配套
10路;57路;174路;213路;306路;335路;802路

## 大事记
- 2016年7月31日，3号线车站启用[1]；
- 2016年10月30日，10号线车站主体结构封顶[10]；
- 2017年9月6日，10号线车站启用[3]；
- 2017年12月6日，7号线车站启用[2]。
- 2019年1月5日，此站成為中國第一個5G地鐵站[11]。